# بحران ریاست‌جمهوری ونزوئلا

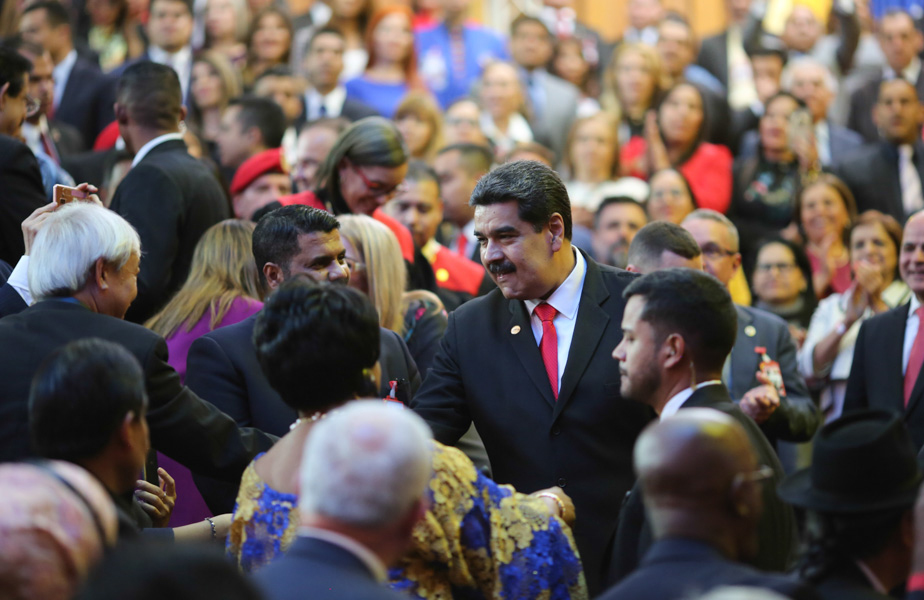
مادورو دردومین مراسم سوگند ریاست جمهوری در ۱۰ژانویه

بحران ریاست‌جمهوری ونزوئلا بحرانی سیاسی در خصوص رهبری و رئیس‌جمهور مشروع ونزوئلا بین سال‌های ۲۰۱۹ و ۲۰۲۳, و این کشور و جهان بر سر حمایت از نیکلاس مادورو یا خوان گوایدو دچار انشقاق شده بود.
این بحران از تاریخ ۱۰ ژانویه ۲۰۱۹ آغاز شد. در این تاریخ مجلس ملی ونزوئلا، نتیجه انتخابات ریاست جمهوری ۲۰۱۸، که منجر به پیروزی نیکلاس مادورو شد را نامعتبر اعلام کرد. مجلس ملی ونزوئلا در این روز، خوان گوایدو را به عنوان رئیس‌جمهور موقت معرفی کرد.
نشست‌های ویژه‌ای نیز در تاریخ ۲۴ ژانویه در سازمان کشورهای آمریکایی و در تاریخ ۲۶ ژانویه در شورای امنیت سازمان ملل متحد برگزار شدند اما نتیجه‌ای در پی نداشتند.
دولت مادورو می‌گفت این یک کودتا بوده که توسط ایالات متحده و متحدانش برای سرنگونی وی انجام شده است. گوایدو ادعای کودتا را رد کرده و می‌گوید داوطلبان صلح‌جو از وی پشتیبانی می‌کنند.
در اظهار نظری در ۳۰ آوریل ۲۰۱۹ خوان گوایدو رهبر اپوزیسیون از یک پایگاه هوایی در کاراکاس از مردم خواسته است علیه نیکلاس مادورو قیام کنند و از اعتراض کنندگان و اعضای ارتش خواست به عملیات آزادی بپیوندند.
در دسامبر ۲۰۲۲، در حالی که نمایندگان اپوزیسیون که خواستار استراتژی واحدی در آستانه انتخابات ریاست جمهوری ۲۰۲۴ ونزوئلا بودند، سه تا از چهار حزب اصلی اپوزیسیون (عدالت اول-, کنش دموکراتیک، و یک دوره جدید) از اصلاحاتی برای انحلال حکومت و ایجاد کمیسیونی پنج عضوی برای مدیریت دارایی‌های خارجی تشکیل حمایت کردند، و اظهار داشتند که حکومت موقت در دستیابی به اهدافی که تعیین کرده بود ناکام مانده.

## تاریخچه

### انتخابات ریاست جمهوری ۲۰۱۸ و درخواست‌ها برای انتقال دولت
انتخابات ریاست جمهوری ونزوئلا در ماه مه ۲۰۱۸ برگزار شد. در این انتخابات نیکلاس مادورو، رئیس‌جمهور متصدی، در بین نقض‌های قانونی دوباره انتخاب شد. براین اساس احزاب مخالف نتیجه انتخابات را باطل دانستند. مخالفان مادورو اعتقاد داشتند او مسیر قانونی را برای پیروزی در انتخابات پیش نبرده و ریاست جمهوری‌اش نامشروع است. جامعه جهانی پی تا ریاست جمهوری را از طریق جامعه بین‌المللی و ارگانهای ذی‌ربط از جمله گروه لیما که شامل مکزیک، ایالات متحده و سازمان کشورهای آمریکایی است پیش ببرد. با وجود افزایش فشار در ۵ ژانویه مادورو در مجلس سوگند یاد کرد، با اینحال برغم مخالفت پارلمان، مادورو درخواست مجلس ملی که مشروع‌ترین نهاد قانونی ونزوئلا است را رد کرد. به دنبال آن دادگاه عالی ونزوئلا به اتهام اینکه پارلمان این کشور به وظایف خود عمل نمی‌کند، مسئولیت را برعهده رئیس‌جمهور واگذار کرد و حکم به سلب قدرت از پارلمان داد. رئیس پارلمان ونزوئلا خواستار تظاهرات سراسری علیه مادورو شد. اعتراضات پراکنده‌ای نیز صورت گرفت. جامعه جهانی از افزایش تمایلات استبدادی و ایجاد یکه‌سالاری در ونزوئلا ابراز نگرانی کرد.
خوان گوایدو و مجلس ملی، اعتبار ریاست‌جمهوری نیکلاس مادورو را «غیرقانونی» اعلام و تلاش برای حذف او از قدرت را آغاز کرد. پیش از شروع اعتراضات تنها ۲۰٪ مردم ونزوئلا خوان گوایدو را می‌شناختند. دولت‌های راست‌گرا آمریکای لاتین از گوایدو حمایت کردند.

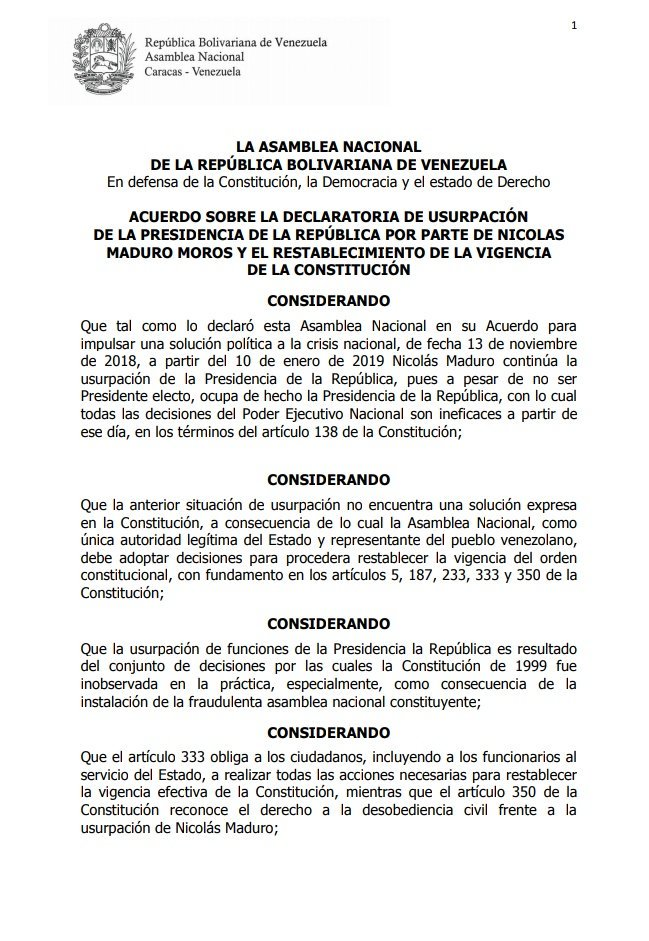
توافق‌نامه ای که توسط مجلس ملی به تصویب رسید تا غصب ریاست جمهوری توسط نیکولاس مادورو در تاریخ ۱۵ ژانویه اعلام شود.

کشورهایی که در برابر مناقشه ریاست جمهوری، اعلام موضع کرده‌اند ونزوئلا پشتیبانی از گوایدو پشتیبانی از مجمع ملی پشتیبانی از مادارو

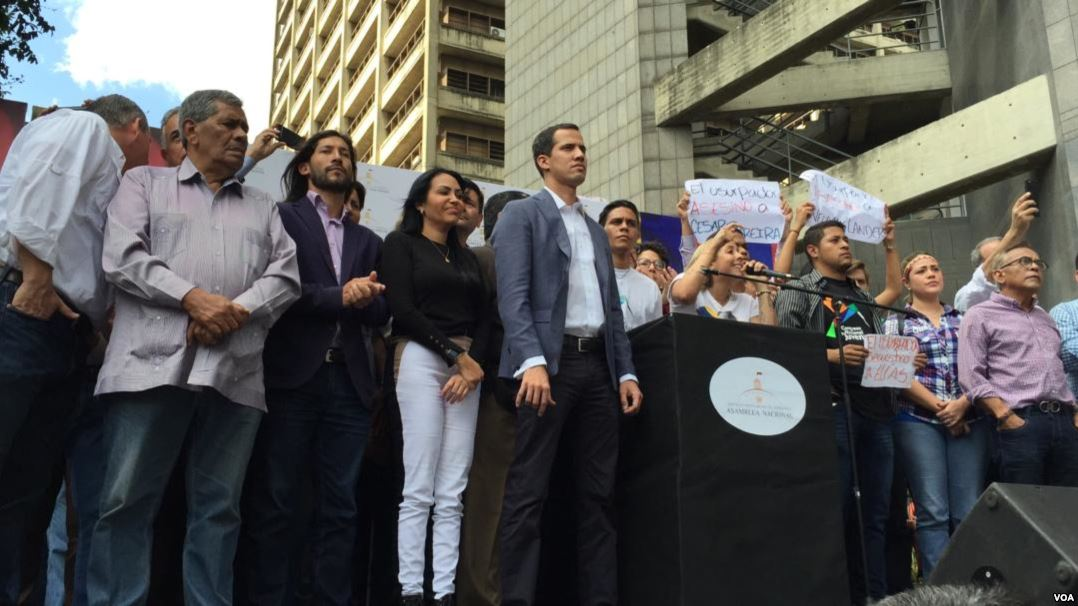
در ۱۱ ژانویه ۲۰۱۹ خوان گوایدو در میان اعضای اپوزیسیون در یک کابیلود باز احاطه شده.

### ادعای ریاست جمهوری گوایدو
در تاریخ ۲۱ ژانویه شماری از نفرات ارتش ونزوئلا به رهبری لوئیز بان درس عضو گارد ملی ونزوئلا طی یک پیام ویدیویی با فراخوان مردم به خیزش علیه مادورو اعلام داشتند یک مرکز نظامی در کاراکاس پایتخت ونزوئلا را تحت کنترل خود درآوردند. این اقدام ابتدا توسط رژیم مادورو تکذیب شد و رسانه‌های حکومتی خبر از کنترل و بازداشت کودتاچیان دادند.
موج جدید تظاهرات از روز ۲۲ ژانویه با دعوت گوایدو رئیس پارلمان ونزوئلا و رهبر اعتراضات در برابر تغییرات اخیر در قانون اساسی و تضعیف دموکراسی در سلسله مراتب قدرت در تظاهرات ۲۰۱۹ ونزوئلا برگزار شد. فراخوانی که با استقبال چند صد هزار نفری مردم همراه شد. در ۲۳ ژانویه، میلیون‌ها نفر در حمایت از خوان گوایدو در سراسر ونزوئلا تظاهرات کردند.
در ۲۳ ژانویه خوان گوایدو در کاراکاس پایتخت ونزوئلا طی یک سخنرانی در جمع چند ده هزار نفری مردم با ادای سوگند ریاست جمهوری اظهار کرد با پشتیبانی نیروهای مسلح مقام ریاست جمهوری موقت ونزوئلا را تا زمان برگزاری انتخابات برعهده می‌گیرد.
طبق گزارش رویترز روسیه «صدها شبه‌نظامی» را برای محافظت از مادورو به ونزوئلا فرستاده است.

## قیام ۳۰ آوریل
در ۳۰ آوریل ۲۰۱۹، کمی قبل‌تر از ساعت ۵ صبح، خودروهای بزرگ حامل نیروهای مسلح نظامی ارتش ونزوئلا بزرگراه فرانسیسکو فاخاردو را مسدود کردند. حوالی ساعت ۵:۵۰ صبح تصویر ویدیویی خوان گوایدو که در کنارش لئوپولدو لوپز و دو نفر از اعضای نیروهای مسلح ونزوئلا ایستاده بودند بر روی یک پریسکوپ در نزدیکی پایگاه نیروی هوایی لا کارلوتا در کاراکاس پخش شد. رهبر مخالف لئوپولدو لوپز که در حصر خانگی به سر می‌برد طی سخنانی اظهار داشت که توسط نیروهای وفادار به گوایدو آزاد شده است. در این سخنرانی، گوایدو گفت که این مرحله نهایی عملیات آزادی ونزوئلا است. وی همچنین اظهار داشت: «مردم ونزوئلا ضروری است تا با یکدیگر به خیابان‌ها سرازیر شویم و برای آزادی خودمان از نیروهای دموکراتیک حمایت کنیم، به‌طور سازمان یافته با مردم کاراکاس و با بسیج واحدهای اصلی نظامی همه با هم به لا کارلوات بیایید.» برخی رسانه‌های خبری و مقامات وفادار به مادورو این حرکت را به عنوان یک تلاش کودتا توصیف کرده‌اند.

## رویدادها

### تحلیف مادورو
یکی از اعضای دادگاه عالی ونزوئلا به نام کریستین زرپا چند روز مانده به مراسم تحلیف مادورو، با نامشروع خواندن مادورو اقدام به دریافت تابعیت ایالات متحده نمود.

## واکنش‌ها و وقایع

### بین‌المللی
- دونالد ترامپ مقام ریاست جمهوری ایالات متحده به عنوان اولین چهره سیاسی که اپوزیسیون را به رسمیت می‌شناسد اظهار داشت کشورش تمام توان خود را متوجه حمایت از مخالفان و اپوزیسیون خواهد کرد. وی همچنین اظهار داشت هرگونه برخورد مسلحانه رژیم مادورو با تظاهرکنندگان را با واکنشی قهرآمیز پاسخ خواهد داد.[۲۷][۲۸]
- ۲۶ ژانویه ۲۰۱۹ اطلاعیه نماینده عالی به نمایندگی از اتحادیه اروپا: اتحادیه اروپا فراخوان قوی به برگزاری انتخابات ریاست جمهوری آزاد، شفاف و معتبر طبق معیارهای دمکراتیک بین‌المللی و دستور قانون اساسی ونزوئلا می‌دهد. در صورت عدم اعلام برگزاری یک انتخابات جدید با تضمین‌های ضروری طی روزهای آینده، اتحادیه اروپا اقدامات بعدی منجمله در خصوص مسئله به رسمیت شناختن رهبری کشور طبق ماده ۲۳۳ قانون اساسی ونزوئلا را انجام خواهد داد.[۲۹]
- ۲۶ ژانویه۲۰۱۹ فرانسه، آلمان، اسپانیا و بریتانیا در واکنشی هماهنگ به بحران ونزوئلا گفتند آماده اند تا در صورتیکه انتخاباتی در هفته آینده برگزار نشود، خوان گوایدو رهبر اپوزیسیون را بعنوان رئیس‌جمهور موقت کشور به رسمیت بشناسند.[۳۰]
- واسیلی، سفیر روسیه در ملل متحد، روز جمعه ۲۵ ژانویه۲۰۱۹ گفت که مسکو با فشار آمریکا برای اینکه شورای امنیت از گوآیدو بعنوان رئیس‌جمهور موقت حمایت کند، مخالفت خواهد نمود.[۳۱]
- ۲۵ ژانویه ۲۰۱۹ بیانیه یکی از سخنگویان وزارت خزانه داری آمریکا: این هفته، رئیس‌جمهور ترامپ خوان گوایدو را بعنوان رئیس‌جمهور موقت ونزوئلا به رسمیت شناخت. روابط دیپلماتیک و اقتصادی بین ایالات متحده و ونزوئلا باید با به رسمیت شناختن خوان گوایدو و مجلس ملی توسط ایالات متحده منطبق باشد.[۳۲]
- ۲۵ ژانویه ۲۰۱۹ برخی از دولت‌ها، از جمله کانادا، ایالات متحده، گواتمالا، هندوراس، کاستاریکا، پاناما، کلمبیا، اکوادور، پرو، پاراگوئه، برزیل، آرژانتین و شیلی - بدون اشاره به بریتانیا، دانمارک، پرتغال و کوزوو، اکنون خوان گوایدو را به عنوان رئیس دولت مشروع ونزوئلا شناخته‌اند. لوئیس آلماگرو، رئیس سازمان کشورهای آمریکایی، گوایدو را نیز به عنوان رئیس‌جمهور ونزوئلا به رسمیت شناخت.[۳۳]
- ۲۷ ژانویه ۲۰۱۹ جان بولتون مشاور امنیت ملی کاخ سفید در توئیتی اظهار داشت هر نوع خشونت و تهدید علیه دیپلمات‌های ایالات متحده، خوان گوایدو یا مجلس ملی را تهاجم به حاکمیت قانون تلقی می‌کند و به آن پاسخی قاطع خواهد داد.[۳۴]
- ۲۶ ژانویه ۲۰۱۹ سناتور جمهوریخواه مارکو روبیو گفت مادورو نبردی را انتخاب کرده که نمی‌تواند در آن برنده شود. فقط بحث زمان است. تنها چیزی که ما نمی‌دانیم این است که چقدر طول خواهد کشید یا اینکه آیا صلح‌آمیز خواهد بود یا خونین.[۳۵]
- ۲۸ ژانویه ۲۰۱۹ دفتر کنترل داراییهای خارجی وزارت خزانه داری آمریکا شرکت نفت دولتی ونزوئلا (پترولئوس دی ونزوئلا) (Petroleos de Venezuela, S.A) را مطابق فرمان اجرایی ۱۳۸۵۰ به دلیل کار کردن در بخش نفتی اقتصاد ونزوئلا لیست گذاری کرد.[۳۶]
- ۳۰ ژانویه ۲۰۱۹ دونالد ترامپ، رئیس‌جمهور آمریکا دریک تماس تلفنی با خوان گوایدو رئیس‌جمهور موقت ونزوئلا اعلام کرد که از «مبارزه وی برای به دست آوردن دموکراسی» حمایت می‌کند، آنچنانکه فشار واشینگتن برای مجبور کردن رئیس‌جمهور سوسیالیست نیکلاس مادورو از قدرت، باعث فوران اجتماعی گردید.[۳۷]
- ۳۰ ژانویه ۲۰۱۹ * ترامپ توییت کرد: «مادورو به دنبال تحریم‌های ایالات متحده و قطع درآمدهای نفتی مایل به مذاکره با مخالفان در ونزوئلا است و گوایدو توسط دادگاه عالی ونزوئلا هدف قرار می‌گیرد. امروز اعتراضات گسترده انتظار می‌رود. آمریکاییها نباید تا اطلاع ثانوی به ونزوئلا سفر کنند.»[۳۸]
- ۳۱ژانویه۲۰۱۹ پارلمان اروپا خوان گوایدو را به عنوان پرزیدنت موقت ونزوئلا براساس قانون اساسی ونزوئلا به رسمیت می‌شناسد؛ و از اعضای آن می‌خواهد، باید نمایندگان منصوب شده توسط مقامات مشروع را به رسمیت بشناسند.[۳۹]
- ۲ فوریه ۲۰۱۹ مایک پنس معاون رئیس‌جمهوری آمریکا با نامشروع خواندن ریاست جمهوری نیکولاس مادورو در ونزوئلا خواستار کناره‌گیری او از قدرت شد. جان بولتن مشاور امنیت ملی (آمریکا) نیز می‌گوید کمکهای بشر دوستانه آمریکا شامل دارو و مواد غذایی با مشورت و هماهنگی خوان گوایدو رئیس‌جمهوری موقت ونزوئلا برای مردم آن کشور ارسال می‌شود.[۴۰][۴۱]
- ۴ فوریه ۲۰۱۹ ماکرون: فرانسه خوان گوایدو را بعنوان رئیس‌جمهور ونزوئلا به رسمیت می‌شناسد.[۴۲] ژان-ایو لو دریان وزیر امور خارجه فرانسه، گفت: «گایدو ظرفیت و مشروعیت قانونی برای برگزاری انتخابات را دارد.»،[۴۳] با اتمام مهلت هشت روزه اتحادیه اروپا به رئیس‌جمهور ونزوئلا، اسپانیا، بریتانیا، اتریش، سوئد و دانمارک رهبر اپوزیسیون ونزوئلا خوان گوایدو را بعنوان رئیس‌جمهور موقت ونزوئلا به رسمیت شناختند همزمان فرانسه گفت گوایدو حق این را دارد که انتخاباتی را در این کشور سازماندهی کند.[۴۴]
- نمایندگان کشورهای عضو گروه «لیما» که از ۱۳ کشور آمریکای جنوبی و کانادا تشکیل شده است در نشست ۴ فوریه در اتاوا، پایتخت کانادا تصمیم گرفتند تا دسترسی دولت مادورو به منابع مالی آن کشور در خارج از مرزهای ونزوئلا را قطع کنند.[۴۵]
- ۶ فوریه ۲۰۱۹ ترامپ در سخنرانی سالانه گفت آمریکا به‌طور رسمی دولت قانونی ونزوئلا و رئیس‌جمهور جدید آن را به رسمیت شناخت. ما در کنار مردم ونزوئلا ایستادیم و وحشیگری رژیم مادورو را محکوم کردیم که کشور غنی ونزوئلا را به یک فقیرنشین تبدیل کرده است.[۴۶]
- جان بولتون مشاور امنیت ملی روز چهارشنبه گفت آمریکا بایستی بررسی کند که تحریمها علیه افسران ارتش ونزوئلا که دولت خوان گوایدو رئیس‌جمهور موقت را به رسمیت می‌شناسند را لغو نماید.[۴۷]
- ۷ فوریه ۲۰۱۹ وزرای بیش از ده کشور اروپایی و آمریکای لاتین با انتشار بیانیه مشترکی خواستار برگزاری «انتخابات آزاد، شفاف و قابل اعتماد» در ونزوئلا شدند تا تنش‌های سیاسی میان نیکلاس مادورو و خوان گوایدو، رهبر مخالفان، حل و فصل شود.[۴۸]
- ۸ فوریه ۲۰۱۹ فدریکا موگرینی مسئول سیاست خارجی اتحادیه اروپا گفت: نیکولاس مادورو، رئیس‌جمهور ونزوئلا ۹۰ روز برای برگزاری انتخابات قانونی فرصت دارد.[۴۹]
- ۱۳ فوریه ۲۰۱۹ ایالات متحده و روسیه به‌طور جداگانه پیش نویس قطعنامه‌هایی را در مورد بحران ونزوئلا به شورای امنیت سازمان ملل ارائه کرده‌اند. آمریکا خواستار برگزاری فوری انتخابات شده، روسیه در مورد «دخالت نظامی» هشدار داده است.[۵۰]
- ۱۳ فوریه ۲۰۱۹ اسپوتنیک، سباستین پینه‌را، رئیس‌جمهوری شیلی نوشت: ظرف چند روز، دیکتاتوری نیکولاس مادورو، رئیس‌جمهوری ونزوئلا محکوم به شکست خواهد بود. مردم ونزوئلا با خوشحالی و شجاعت رو به سوی آزادی و دموکراسی گشوده‌اند.[۵۱]
- ۱۴ فوریه ۲۰۱۹ رویتر:دونالد ترامپ در سخنرانی ۱۸ فوریه از خوان گوایدو، رهبر مخالفان ونزوئلا، حمایت خواهد کرد. آقای گوایدو که رئیس پارلمان است به‌عنوان رئیس‌جمهوری موقت ونزوئلا سوگند خورده و مشروعیت نیکلاس مادورو را به چالش کشیده است. آمریکا از جمله حامیان گوایدو است که ریاست جمهوری موقت او را به رسمیت شناخته و خواستار برگزاری انتخابات شده است.[۵۲]
- ۱۵ فوریه ۲۰۱۹ استیون منوشین وزارت خزانه‌داری آمریکا طی بیانیه‌ای پنج مقام ارشد امنیتی ونزوئلا را در لیست تحریم قرار داد.[۵۳]
- ۱۵ فوریه ۲۰۱۹ نیکولاس مادورو در مصاحبه‌ای با آسوشیتدپرس فاش ساخت که دولت او گفتگوهای مخفی با دولت ترامپ داشته است. وی همچنین پیش‌بینی کرد که کارزار بین‌المللی برای استعفای خود را سپری خواهد کرد.[۵۴]
- ۱۸ فوریه ۲۰۱۹ دونالد ترامپ طی پیام تیزی به مقامات نظامی ونزوئلا در زمینه کشمکش بر سر بحران فزاینده این کشور هشدار داد که اگر همچنان به وفاداری از رئیس‌جمهور نیکولاس مادورو ادامه دهند و مانع از دسترسی مردم به کمک‌های اورژانسی که از مرز می‌آید بشوند، همه چیز را از دست خواهند داد.[۵۵]
- ۲۱ فوریه ۲۰۱۹ جان بولتون طی پیامی هشدار داد هر اقدامی که ارتش ونزوئلا در برابر غیرنظامیان صلح‌طلب ونزوئلا در کنار مرزهای کلمبیا و برزیل انجام دهد فراموش نخواهد شد، خواه مدارا کند، خواه برخوردی کند که به خشونت بینجامد.[۵۶]
- ۲۳ فوریه ۲۰۱۹ نیروهای نظامی ونزوئلا به کامیون حامل کمک‌های انسانی در مرز کلمبیا شلیک کردند. حداقل دو نفر کشته شدند. وزیر خارجه آمریکا گفته است که کشورش برای نجات مردم ونزوئلا دست به اقدام‌های لازم خواهد زد.[۵۷]
- ۲۵ فوریه ۲۰۱۹ میچل باچله، کمیسر حقوق بشر سازمان ملل نسبت به مقابله خشن دولت مادورو با نیروهای اپوزیسیون این کشور هشدار داد. باچله مسدود کردن راه انتقال کمک‌های بشر دوستانه از سوی دولت مادورو را محکوم کرد.[۵۸]
- ۲۵ فوریه ۲۰۱۹ مایک پنس در جریان دیدار با خوان گوایدو و گروه لیما در بوگوتا پایتخت کلمبیا، از تحریم‌های سنگین‌تر علیه رژیم مادورو خبر داد. وی گفت به رغم خصومت مادورو، ما به فشار ادامه می‌دهیم و تمام کمک‌های بشردوستانه آمریکا باید به دست مردم ونزوئلا برسد.[۵۹]
- ۲۸ فوریه ۲۰۱۹ روسیه و چین یک قطعنامه پیشنهادی ایالات متحده در شورای امنیت سازمان ملل که به بحران ونزوئلا می‌پرداخت را وتو کردند، یک پیش‌نویس ارائه شده از جانب مسکو نیز در این رابطه از رسیدن به رای کافی بازماند. پیش‌نویس پیشنهادی آمریکا در شورای امنیت ۹ رای مثبت لازمه از جانب کشورهای عضو را کسب کرده بود ولی مسکو و پکن در اتحاد باهمدیگر آنرا وتو کردند.[۶۰]
- ۴ مارس ۲۰۱۹ جان بولتون، مشاور امنیت ملی آمریکا گفت: «هر تهدید و اقدامی که امنیت آقای گوایدو را هنگام بازگشت به ونزوئلا به خطر بیندازد، با واکنش سخت و قابل ملاحظه‌ای روبه‌رو خواهد شد.».[۲]
- ۵ مارس ۲۰۱۹ سایت کاخ سفید نسبت به ادامه وضعیت اضطراری ملی در ونزوئلا تأکید کرد. دونالد ترامپ در تاریخ ۲۵ ژانویه ۲۰۱۹ یک سال دیگر وضعیت اضطراری ملی اعلام شده در فرمان اجرایی ۱۳۶۹۲ را تمدید کرد.[۶۱]
- ۷ مارس ۲۰۱۹ ونزوئلا سفیر آلمان را پس از ابراز حمایت از خوان گوایدو، رهبر مخالفان، اخراج کرد.[۶۲]
- ۲۱ مارس ۲۰۱۹ هواداران خوان گوایدو، رهبر مخالفان دولت ونزوئلا، می‌گویند کنترل سه مرکز دیپلماتیک کشورشان در ایالات متحده را در دست گرفته‌اند.[۶۳]
- ۲۴ مارس ۲۰۱۹ دو هواپیمای روسیه در فرودگاه اصلی ونزوئلا در حالی که یک مقام دفاعی روسیه و ۱۰۰ سرباز را حمل می‌کردند فرود آمدند، که این در بحبوحه تقویت روابط میان کاراکاس و مسکو می‌باشد.[۶۴]
- ۲۹ مارس ۲۰۱۹ پس از ماه‌ها جلوگیری از ورود کمک‌های بین‌المللی صلیب سرخ وارد ونزوئلا شد.[۶۵]
- ۱۳ آوریل ۲۰۱۹ هوگو کارواخال رئیس سابق اطلاعات ارتش ونزوئلا، توسط پلیس اسپانیا دستگیر شد، و با حکم دیوان عالی اسپانیا زندانی گردید. به گزارش رویترز، آمریکا معتقد است وی اطلاعات ارزشمندی دربارهٔ نیکلاس مادورو دارد و خواستار استرداد او شده است.[۶۶]
- ۳۰ آوریل ۲۰۱۹ به دنبال گسترش اعتراضات در ونزوئلا، دونالد ترامپ، رئیس‌جمهوری آمریکا به کوبا هشدار داه است تا فوراً دخالت نظامی در ونزوئلا را متوقف کند.[۶۷]
- ۳۰ آوریل ۲۰۱۹ مایک پومپئو در مصاحبه با شبکه خبری ان‌بی‌سی گفت ایالات متحده مصمم است که همه گزینه‌ها برای احیای مجدد دمکراسی در ونزوئلا را روی میز نگه دارد. وی گفت شما همچنین می‌بینید که خوان گوایدو در خیابانها است و ما آقای مادورو را از امروز صبح ندیدیم. ما هواپیمای وی را دیدیم که در فرودگاه پارک شده بود. ما مطلعیم که وی عملاً آماده می‌شد و در نظر داشت که کشور را ترک کند و روسها به وی گفتند که بماند و راهی هاوانا نشو.[۶۸]
- ۱ مه۲۰۱۹ جان بولتون اظهار داشت حدود ۲۵ هزار نیروی نظامی کوبا در ونزوئلا هستند. وی با اشاره به ادعاها در مورد بروز کودتا در ونزوئلا گفت: «آن کودتایی که نگرانش هستیم ممکن است با رخنه دادن هزاران نیروی نظامی کوبایی در ونزوئلا روی داده باشد. به نظر من اگر کوبایی‌ها امروز ونزوئلا را ترک کنند، مادورو تا قبل از نیمه شب سقوط می‌کند.»[۶۹]
- ۳ مه ۲۰۱۹ ایالات متحده کماکان در حال بررسی گزینه‌های نظامی در ونزوئلا است. شاناهان وزیر دفاع موقت آمریکا در مورد ونزوئلا که یک تهدید امنیت ملی برای ایالات متحده است ضمن تأیید گفت به‌کارگیری نیروی نظامی را موجه می‌سازد او گفت روسیه، چین و ایران در ونزوئلا دخالت دارند.[۷۰]
- ۵ مه ۲۰۱۹ مایک پومپئو وزیر امور خارجه آمریکا از ایران، روسیه و کوبا خواست تا نیروهای خود را از ونزوئلا خارج کنند، وی گفت مستشاران نظامی ایران و کوبا به شبه نظامیان ونزوئلایی که مخالفان را سرکوب می‌کنند، کمک می‌رسانند و روسیه نیز مانع تحقق اهداف جنبش مردم سالاری ونزوئلا است و چین هم باید از سر راه این جنبش کنار برود.[۷۱][۷۲]
- هلیکوپتر ارتش ونزوئلا نزدیک کاراکاس سقوط کرد و ۷ نفر کشته شدند.[۷۳]
- ۷ مه ۲۰۱۹ معاون رئیس‌جمهور مایک پنس:رژیم ایران با دیکتاتوری فاسد ونزوئلا کار کرده است برای اینکه مکان امنی برای نیروهای نیابتی تروریست خود به‌وجود بیاورد و همین الان که ما اینجا جمع شده‌ایم به این کار ادامه می‌دهد. ماه گذشته، یک هیئت بلندپایه از وزارت خارجه ایران راه اندازی بسیار علنی پرواز مستقیم بین کاراکاس و تهران توسط ماهان ایر را جشن گرفت. ماهان ایر یک خط هوایی است که در لیست سیاه (تروریستی) قرار دارد و تحت کنترل سپاه پاسداران ایران که رئیس‌جمهور ترامپ اخیراً بعنوان یک سازمان تروریستی لیست گذاری کرد، می‌باشد.[۷۴]
- ۳ ژوئن ۲۰۱۹ وزارت خارجه کانادا گفت کانادا فعالیت‌های سفارت خود در ونزوئلا را به فوریت به حالت تعلیق درمی‌آورد زیرا دیپلمات‌های آن دیگر نمی‌توانند ویزا دریافت کنند. کریستیا فریلند در بیانیه ای گفت مادرو گام‌هایی را برای محدود کردن توانمندی کارکرد سفارت‌های خارجی در ونزوئلا برداشته است. کانادا یکی از دوازده کشور در گروه کشورهای منطقه ای لیما در کنار برزیل، آرژانتین و شیلی است که خوان گوایدو رهبر اپوزیسیون را به عنوان رهبر مشروع ونزوئلا به رسمیت می‌شناسد و خواستار استعفای مادرو است.[۷۵]
- ۷ ژوئن ۲۰۱۹ دو نهاد زیرمجموعه سازمان ملل متحد اعلام کردند شمار ونزوئلایی‌هایی که در پی بحران اقتصادی و سیاسی از کشور خود گریخته‌اند، به بیش از چهار میلیون نفر رسیده است.[۷۶]
- ۸ ژوئن ۲۰۱۹ امانوئل اوتولنقی از بنیاد دفاع از دموکراسیها - حزب‌الله در ونزوئلا نه تنها به ایران دسترسی به یک کشور دوست را می‌دهد بلکه خود یک چشم‌انداز ایدئولوژیکی ضدآمریکایی گری مشابه دارد و به آنها اجازه می‌دهد برخی عملیات قاچاق مانند پولشویی و قاچاق مواد مخدر را پیش ببرند.[۷۷]
- ۶ ژانویه ۲۰۲۰ مورگان اورتگس سخنگوی وزارت خارجه آمریکا گفت مایک پمپئو پنجشنبه با آنتونیو گوترش تماس تلفنی گرفت تا در مورد حوادث در ونزوئلا با دبیرکل گوترش تبادل نظر کند. گوترش از تلاشهای مستمر دیپلماتیک وزیر پمپئو قدردانی کرد.[۷۸]
- ۱ مه ۲۰۲۰ جان بولتون دربارهٔ حمایت از تحریم‌ها علیه ونزوئلا اظهار داشت تا به امروز، حضور چشمگیر ارتش خارجی در ونزوئلا، منکر اراده مردم است. شدیدترین تحریم‌های ممکن تا زمان انتقال صلح آمیز قدرت باید باقی بماند و جیگوایدو رئیس‌جمهور مشروع موقت ونزوئلا و مردم ونزوئلا کاملاً کنترل را بدست بگیرند.[۷۹]
- ۱۶ سپتامبر ۲۰۲۰، براساس گزارش بازرسان سازمان ملل، رئیس‌جمهوری ونزوئلا مظنون به جنایت علیه بشریت است. بر اساس گزارش این کمیسیون، نیروهای امنیتی ونزوئلا با دستور مستقیم یا با اطلاع مقامات عالی‌رتبه مرتکب نقض گسترده حقوق بشر شده‌اند.[۸۰]

### داخلی
- ۲۶ ژانویه۲۰۱۹ سرهنگ خوزه لویی سیلوا، فرستاده ارشد ونزوئلا در آمریکا روز شنبه از دولت پرزیدنت نیکلاس مادورو جدا شد. وی از مردم و به‌خصوص پرسنل ارتش خواست از رئیس‌جمهور قانونی مردم ونزوئلا یعنی پرزیدنت خوان گوایدو حمایت کنند.[۸۱]
- ۲ فوریه ۲۰۱۹جاناتان ولاسکو رامیرز دیپلمات ونزوئلایی که سفیر ونزوئلا در عراق است. طی بحران ریاست جمهوری ۲۰۱۹ ونزوئلا، ۲ فوریه، خوان گوایدو رئیس‌جمهور موقت ونزوئلا، را به رسمیت شناخت، و اعلام کرد که مجلس ملی تنها قدرت «وابسته به اخلاق، مشروعیت و قانونی بودن» است و مسئول است تا خلاء قدرت را با جلوگیری از نقض قانون اساسی جبران کند.[۸۲][۸۳][۸۴]
- ۲ فوریه ۲۰۱۹ ژنرال نیروی هوائی ونزوئلا فرانسیسکو یانز اولین افسر عالی‌رتبه ارتش این کشور و هم‌پیمان با دولت مادورو است که به مخالفان مادورو می‌پیوندد. او مادورو را دیکتاتور خوانده و خوان گوایدو را رئیس‌جمهوری مورد قبول خود برای ونزوئلا دانسته است.[۸۵]
- ۲ فوریه ۲۰۱۹ در تظاهرات امروز هزاران تن از طرفداران خوان گوایدو، رئیس‌جمهوری موقت ونزوئلا شرکت کردند و گوایدو اعلام کرد تا وقتی مادورو با برگزاری انتخابات جدید تحت نظارت بین‌المللی موافقت نکند و از قدرت کنار نرود، تظاهرات خیابانی ادامه خواهد داشت.[۸۶]
- ۱۰ فوریه ۲۰۱۹ گوایدو طی سخنانی اعلام کرد: برای مجبور کردن مادرو به کناره‌گیری از قدرت و کاستن از بحران انسانی در داخل کشور، آماده است تا اقدام‌های لازم از جمله اجازه مداخله نظامی آمریکا را انجام دهد.[۸۷]
- ۲۲ فوریه ۲۰۱۹ به گزارش آسوشیتدپرس افزایش تنش‌ها در ونزوئلا باعث کشته شدن یک زن و مجروح شدن حدود ۱۲ نفر در نزدیکی مرز برزیل شد. این اولین درگیری مرگبار بر سر تلاش اپوزیسیون برای ورود دومین محموله کمک‌های دارویی و غذایی بشردوستانه آمریکا به داخل ونزوئلا به‌شمار می‌رود.[۸۸]
- ۲۴ فوریه ۲۰۱۹ پس از وقوع درگیری‌های خشونت بار ۲۳ فوریه میان نظامیان ونزوئلا و هواداران خوآن گوآیدو در شهر مرزی برزیل و ونزوئلا، ارتش اوضاع را در مرز این کشور با کلمبیا تحت کنترل گرفته است.[۸۹]
- ۲۴ فوریه ۲۰۱۹ خوان گوایدو رهبر اپوزیسیون ونزوئلا گفت که استفاده نیکلاس مادرو از سربازان برای آنکه با خشونت مانع ورود کمک‌های انسانی بشود به معنای آن است که او به جامعه جهانی پیشنهاد خواهد کرد که تمامی گزینه‌ها برای سرنگونی مادرو باز باشند.[۹۰]
- ۱ مارس ۲۰۱۹ خوان گوایدو، رهبر مخالفان دولت ونزوئلا می‌گوید ۶۰۰ نفر از افسران ارتش این کشور طی روزهای گذشته از حمایت از نیکلاس مادورو دست کشیده‌اند.[۹۱]
- ۴ مارس ۲۰۱۹ خوان گوایدو، رهبر مخالفان دولت ونزوئلا که در روزهای اخیر به کلمبیا، برزیل در همسایگی ونزوئلا، آرژانتین، پاراگوئه و اکوادور سفر کرده است. اعلام کرد قصد دارد به کشورش بازگردد. وی خواهان تظاهرات گسترده مردم شده است.[۲]
- ۴ مارس ۲۰۱۹ رئیس‌جمهور موقت خوان گوایدو که برای رایزنی با کشورهای همسایه و جلب حمایت منطقه‌ای از کشورش خارج شده بود ظهر دوشنبه در میان استقبال هواداران و سفرای کشورهای خارجی وارد فرودگاه کاراکاس شد.[۹۲]
- ۸ مارس ۲۰۱۹ قطع شدن برق و خاموشی در نقاط وسیعی از ونزوئلا به تنش‌ها میان نیکلاس مادورو و خوان گوایدو دامن زده و طرفین یکدیگر را مقصر این وضعیت دانستند. از سویی بنا بر اظهار منابع درمانی، مشکل قطعی برق جان هزاران بیمار را در کشور تهدید می‌کند.[۹۳]
- ۹ مارس ۲۰۱۹ خوان گوایدو، رهبر مخالفان دولت در ونزوئلا، در جمع مخالفان دولت از شهروندان معترض به نیکلاس مادورو خواست برای برگزاری یک راهپیمایی گسترده، از سراسر دیگر شهرها راهی کاراکاس، پایتخت، شوند.[۹۴]
- ۱۱ مارس ۲۰۱۹ مجلس ملی ونزوئلا به رهبری گوایدو بدنبال اعلام وضعیت اضطراری به دلیل قطعی شبکه برق‌رسانی خواستار قطع صادرات نفت به کوبا شد.[۹۵]
- ۱۳ مارس ۲۰۱۹ دولت ونزوئلا اعلام کرد برق همه مناطق این کشور وصل شد و تنها دو شهرک باروتا و هایلو در نزدیکی کاراکاس به خاطر آتش‌سوزی برق ندارند. از روز ۷ مارس بخش بزرگی از ونزوئلا در خاموشی فرورفت و این در حالی است که عرضه سوخت و غذا نیز با بحران جدی روبروست.[۹۶]
- ۲۱ مارس ۲۰۱۹ خوان گوایدو رئیس‌جمهوری موقت و مشروع ونزوئلا در پیامی خطاب به مردم ونزوئلا و جامعه جهانی اعلام کرد روبرتو ماررو رئیس دفتر او و یکی از نمایندگان پارلمان از سوی نیروهای امنیتی نزدیک به مادورو، دستگیر شده‌اند.[۹۷]
- ۷ آوریل ۲۰۱۹ مخالفان و معترضان به دولت نیکلاس مادورو، بار دیگر راهی خیابان‌ها شده‌اند تا به وضعیت سیاسی و اقتصادی، بحران ناشی از بی‌برقی و مشکلات دیگر اعتراض کنند و خواستار کناره‌گیری مادورو از قدرت شوند.[۹۸]
- ۱۱ آوریل ۲۰۱۹ دولت نیکلاس مادورو هفته گذشته هشت تن طلا از خزانه بانک مرکزی خارج کرده است و قصد دارد این شمش‌های طلا را در خارج کشور بفروشد تا در برابر تحریم‌های آمریکا، ارزش پول ملی ونزوئلا را بالا ببرد.[۹۹]
- ۲۶ آوریل ۲۰۱۹ وزارت خزانه‌داری آمریکا اعلام کرد خورخه آرزا وزیر خارجه ونزوئلا را به فهرست تحریم‌های خود افزود. واشینگتن تصمیم به توقیف اموال وی درآمریکا گرفته است.[۱۰۰]
- ۳۰ آوریل ۲۰۱۹ رویترز: تظاهراتها در ونزوئلا افزایش می‌یابد، گوایدو خواهان قیام ارتش شد.[۱۰۱]
- ۳۰ آوریل ۲۰۱۹ خوان گوایدو رهبر اپوزیسیون ونزوئلا روز سه شنبه خواستار یک قیام نظامی برای برکناری نیکولاس مادرو شد، تقریباً ده‌ها تن از مردان جوان مسلح در لباس نظامی گوایدو را در تبادل آتش با سربازانی که در حمایت از برکناری مادرو در پایگاه هوایی لا کارلوتا عمل می‌کردند، همراهی می‌کردند.[۱۰۲]
- ۳۰ آوریل ۲۰۱۹ پلیس ونزوئلا اقدام به شلیک گاز اشک‌آور به‌طرف هواداران گوایدو در بیرون پایگاه هوایی لا کارلوتا در منطقه میدان آلتامیرای کارکاس پایتخت ونزوئلا کرد، به گفته شاهدان عینی، صدای شلیک در گردهمائی گوایدو در بیرون پایگاه هوائی در کاراکاس شنیده می‌شود.[۱۰۳][۱۰۴]
- ۵ مه ۲۰۱۹ هلیکوپتر ارتش ونزوئلا نزدیک کاراکاس سقوط کرد و ۷ نفر کشته شدند.[۷۳]
- ۸ مه ۲۰۱۹ پلیس اطلاعات ونزوئلا معاون رئیس مجلس ملی ادگار زامبرانو، اولین مقام ارشد اپوزیسیون را در تلافی تلاش شکست خورده برای تحریک یک قیام نظامی، طی عملیاتی در کاراکاس بازداشت کرد.[۱۰۵]
- ۱۴ مه ۲۰۱۹ نیروهای امنیتی سرویس اطلاعاتی ونزوئلا درهمکاری با پلیس و نیروهای گارد ملی، چند ساختمان در منطقه نزدیک پارلمان را به محاصره خود درآورده و به نمایندگان پارلمان و روزنامه‌نگاران اجازه ورود به ساختمان ندادند.[۱۰۶]
- ۱۷ مه ۲۰۱۹ خوان گوایدو در یک گردهمایی سیاسی در کاراکاس گفت «بعضی نماینده‌ها در نروژ» در «تلاش برای میانجیگری» بر سر بحران سیاسی و اقتصادی در ونزوئلا هستند. این اولین تأیید رسمی حاکی از تلاش میان دو طرف پس از ماه‌ها جنگ قدرت است.[۱۰۷][۱۰۸] مقام‌های ونزوئلا می‌گویند، برای گفتگو به منظور رفع بن‌بست خورخه رودریگز وزیر اطلاعات، به نمایندگی از نیکلاس مادورو رئیس‌جمهوری ونزوئلا، و استالین گونزالس نماینده مجلس، در راس هیئت اپوزیسیون، در نروژ هستند.[۱۰۹]

## سانسور
بر اساس اعلام منابع دسترسی اینترنت به ویکی‌پدیا (در همه زبان‌ها) در ونزوئلا مسدود شده است.
متعاقباً در روز ۲۱ ژانویه، که گارد ملی در کوتی زا دست به شورش زد، دسترسی اینترنت برخی رسانه‌های اجتماعی مانند توییتر، اینستاگرام و یوتیوب برای کاربران CANTV مسدود شد. در اواخر صبح روز ۲۲ ژانویه گزارش شد که توییتر و اینستاگرام در کشور کاملاً مسدود شده است، احتمالاً برای این صورت گرفت تا از برگزاری تظاهرات روز بعد، جلوگیری کند.
در تظاهرات ۲۳ ژانویه، قطع گسترده اینترنت  در ویکی‌پدیا، جستجوگر گوگل، فیس بوک، اینستاگرام و بسیاری دیگر از شبکه‌های اجتماعی که درگیر این رویداد بودند گزارش شده است. قطع برق منطقه ای از ب از سیستم اپراتوری کابلی و ماهواره‌ای تلویزیونی توسط شرکت مخابرات مخابرات دولتی قطع شد.
از ابتدای روز ۲۶ ژانویه، به مدت ۲۸ ساعت اینترنت در سرتاسر ونزوئلا بسته شد.

## تشابه رویدادها به کودتای آمریکایی

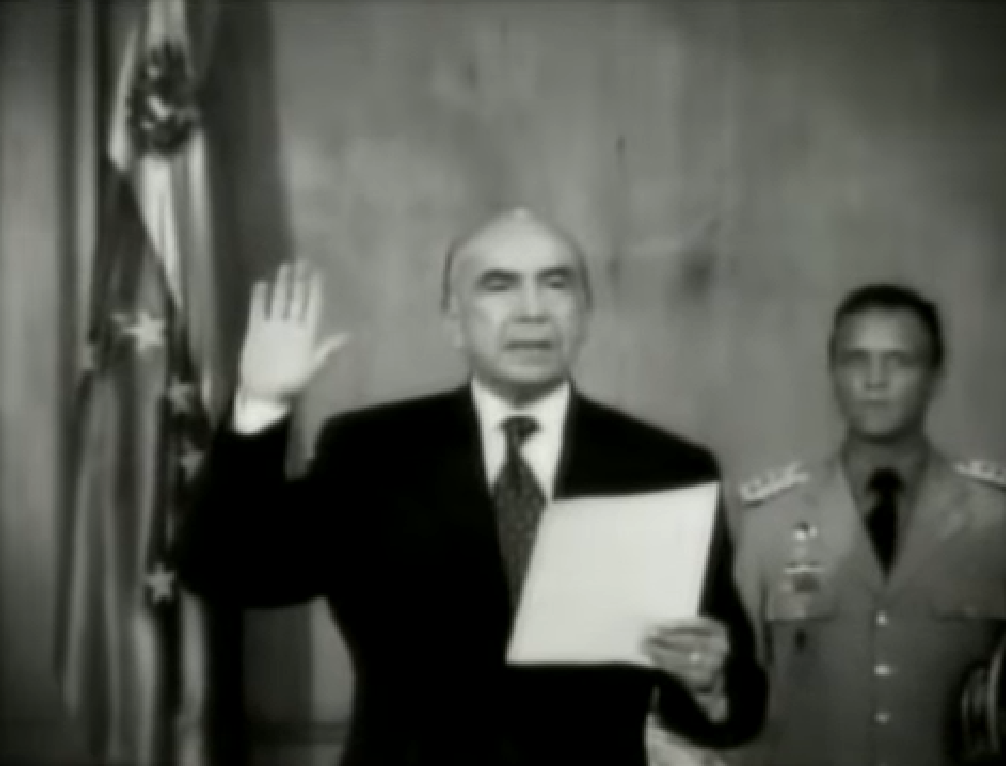
در سال ۲۰۰۲ نیز در رویدادی مشابه کودتای نافرجامی علیه هوگو چاوز صورت گرفت و پدرو کارمونا رهبر کودتا خود را رئیس‌جمهور خواند.

خبرگزاری اسوشیتدپرس نوشته خوان گوایدو به‌طور غیر علنی از مرز کلمبیا و مخفیانه از هفته‌ها قبل به آمریکا و چند کشور دیگر آمریکای لاتین رفته بوده است و با آنان هماهنگ کرده است.

همچنین مجله نیشن در تحلیلی با عنوان «همان که هست بنامیدش:کودتا» نوشت:
اگر تمام این تحولات برایتان آشنا به نظر می‌رسد، دلیلش این است که قبلاً شاهد آن بوده‌ایم. اپوزیسیون ونزوئلا نیز در کودتا بی‌تجربه نیست مثلاً شورش علیه چاوز در سال ۲۰۰۲ با حمایت آمریکا و تظاهرات خیابانی در سال ۲۰۱۳ دو نمونه از آن هستند.
پیش از این در سال ۲۰۰۲ نیر کودتای نافرجام دیگری علیه هوگو چاوز و با همین روش ترتیب داده شد. کودتاگران توانستند چاوز را برای ۴۸ ساعت از قدرت خلع کنند اما نهایتاً کودتا به شکست انجامید؛ و رهبر آنها به کلمبیا پناهنده شد. یک افسر اطلاعاتی آمریکا در مصاحبه با روزنامه گاردین گفت که نیروی دریایی آمریکا از طریق ناوگان خود در دریای کاراییب کمک اطلاعاتی به کودتاگران داشته است. روزنامه آبزرور نیز نوشت که یک مقام بلندپایه در دولت بوش از کودتا مطلع بوده است و چراغ سبز به کودتاگران داده است. این مقام آمریکایی الیت ایبرامز بوده است.
برخی دولت‌ها و گروه‌ها رویدادهای ونزوئلا را کودتا دانسته‌اند از جمله روسیه و حماس. تا پیش از این رویدادها تنها ۲۰٪ از مردم ونزوئلا می‌دانستند که گوایدو کیست و او به‌طور اتفاقی به رهبری مخالفان دست یافت.
مادورو نیز رویدادها را کودتایی آمریکایی علیه خود تحلیل می‌کند.

## غارت و اشغال سفارتخانه‌های ونزوئلا
ساموئل مونکادا نماینده دائم ونزوئلا در سازمان ملل متحد از حمله عده ای وابسته به دولت آمریکا به ساختمان سفارت این کشور در واشینگتن و غارت آن خبر داد. همچنین سفارت ونزوئلا در کاستاریکا نیز اشغال شد.